# Kritik der politischen Ökonomie

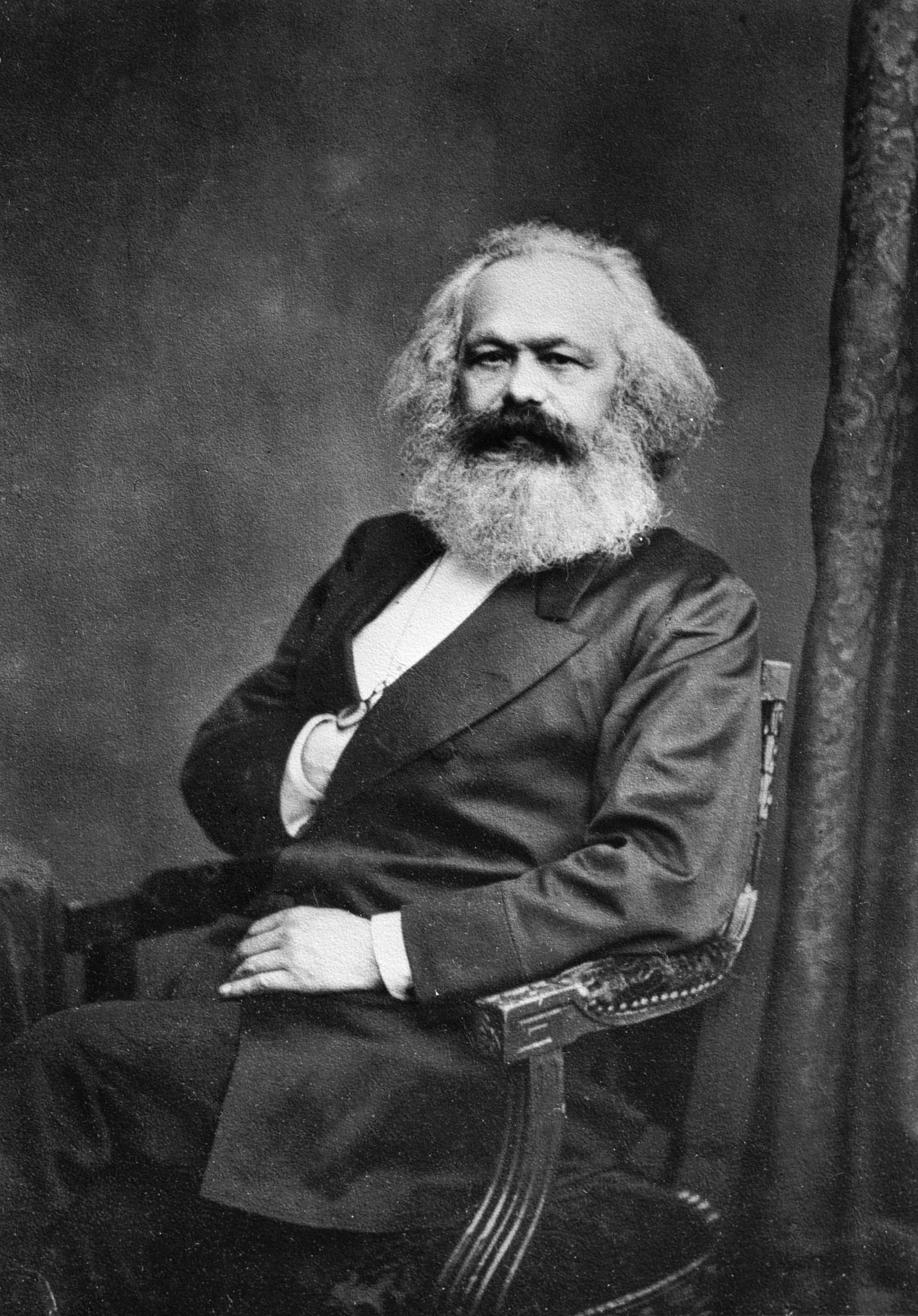
Karl Marx (1875)

Kritik der politischen Ökonomie ist die von Karl Marx seit Mitte des 19. Jahrhunderts begonnene Untersuchung und Darstellung von Produktionsweise und Ideologie der bürgerlichen Gesellschaft. Die Kritik zielt zugleich auf die klassische Politische Ökonomie, die gesellschaftlichen Verhältnisse und die sie verschleiernde bürgerliche Ideologie. Ziel der Kritik der politischen Ökonomie ist die Erkenntnis und Aufhebung dieser Gesellschaftsform durch die ausgebeutete Arbeiterklasse. In seinem Londoner Exil veröffentlichte Marx hierzu 1859 einen ersten Bericht Zur Kritik der politischen Ökonomie, und 1867 den ersten Band seines Hauptwerkes Das Kapital, Kritik der politischen Ökonomie.
Der Fehler der klassischen Politischen Ökonomie bestand nach Marx’ Auffassung hauptsächlich darin, dass es deren Theoretikern entweder nicht gelang zu zeigen, wie das Verhältnis zwischen dem Arbeitsaufwand zur Produktion von Waren und deren Tauschwert tatsächlich beschaffen ist (z. B. Ricardo), oder dass sie einen solchen Zusammenhang leugneten (z. B. Bailey). Im Gegensatz zu den Klassikern der Politischen Ökonomie ging es Marx darum, den „ideologischen Schleier“ der Oberflächenerscheinungen zu lüften und das „Wesen“ der kapitalistischen Produktionsweise bloßzulegen.

## Stellung innerhalb des Marxismus
Neben der materialistischen Anthropologie des Marxschen Frühwerkes, dem von Marx und Friedrich Engels seit 1845 begonnenen historischen Materialismus sowie den späteren Engelschen Werken zur naturwissenschaftlichen Dialektik sind die Schriften zur Kritik der politischen Ökonomie die Hauptquellen des Marxismus.
Heutzutage gilt die Kritik der politischen Ökonomie innerhalb des Marxismus als das wichtigste und zentrale Projekt, welches inner- und außerhalb akademischer Kreise zu einer großen Zahl von weiterführenden Ansätzen geführt hat und weiterverfolgt wird.

## Darstellung imKapital

### Methode
Im sogenannten Methodenkapitel der Einleitung der Grundrisse kritisiert Marx, die klassische Ökonomie sei von den konkreten zu immer abstrakteren Kategorien vorgegangen, um aus diesen die Realität im Kopfe zu reproduzieren, wodurch dann die Realität als ein Gedankengebilde erscheine. Richtig sei dagegen, mit den abstraktesten Kategorien zu beginnen und sie so darzustellen, wie diese Kategorien in der modernen bürgerlichen Gesellschaft auseinander hervorgehen.
Marx’ Ansatz wird auf unterschiedliche Weise als Dialektische Darstellungsmethode verstanden.
Nach der auf Engels zurückgehenden, lange vorherrschenden und heute teilweise vertretenen Interpretation bediente sich Marx im Kapital einer logisch-historischen Methode, in dem er die Darstellung mit historisch ältesten und gleichzeitig einfachsten Formen der Warenproduktion begann und von da aus die Entwicklung der moderneren Formen nachzeichnete. Diese Schule der Interpretation legt einen Schwerpunkt auf quantitative und volkswirtschaftliche Analysen und hat zur Entwicklung einer Marxistischen Wirtschaftstheorie geführt.
Dagegen beginnt Marx nach einer heute weit verbreiteten Interpretation die Darstellung unter der Voraussetzung einer voll entwickelten modernen Warenproduktion und stellt die verschiedenen Formen des Warenwertes logisch-systematisch dar. Diese Interpretation wird von der „Neuen Marx-Lektüre“ vertreten und legt einen großen Schwerpunkt auf die wissenschaftliche Durchdringung des Wertes.
Nach dieser Interpretation ist die dialektische Darstellung im Kapital insofern zyklisch, als Marx unter Voraussetzung einer entwickelten Warenproduktion von der abstraktesten Form des Werts ausgeht und im Zuge der Wertformanalyse diese vorausgesetzte Warenproduktion wieder rekonstruiert.

### Wert- und Geldtheorie

#### Warenanalyse
Ausgangspunkt der marxschen Untersuchung ist der Reichtum der bürgerlichen Gesellschaft als einer ungeheuren Warensammlung mit der einzelnen Ware als Elementarform.
Ware zu sein, ist keine natürliche Eigenschaft der Dinge, sondern eine gesellschaftliche; nur in kapitalistischen Gesellschaften stellt sie die typische Gestalt des Reichtums dar. Waren sind beliebig reproduzierbare Güter, die ausschließlich für den Austausch auf dem Markt hergestellt werden.
Waren besitzen einen Wert, der eine Doppelgestalt als Gebrauchswert und Tauschwert hat. Der Gebrauchswert eines Gutes besteht darin, dass es durch seine Eigenschaften nützlich für die Befriedigung eines menschlichen Bedürfnisses ist; er ist unabhängig von der sozialen Form, in welcher er erscheint. Der Tauschwert ist das quantitative Tauschverhältnis zweier Gebrauchsgüter.
Gebrauchswert und Tauschwert stehen in einem dialektischen Widerspruch zueinander. Einerseits sind sie gegenteilige Bestimmungen desselben Dinges; andererseits besteht zwischen ihnen ein Abhängigkeitsverhältnis: ohne Gebrauchswert kein Tauschwert und ohne Tauschwert kein Zugang zu den Gebrauchswerten.
Die Waren werden durch Privatarbeit hergestellt. Diese hat – wie die Ware – einen „Doppelcharakter“: konkrete und abstrakte Arbeit.
Die konkrete Arbeit produziert qualitativ verschiedene Gebrauchswerte. Mit ihr eignet sich der Mensch die Gegenstände der Natur zur Befriedigung seiner Bedürfnisse an. Die abstrakte Arbeit produziert die Tauschwerte. Sie beinhaltet eine Naturalisierung und Entindividualisierung menschlicher Arbeit, insofern sie diese zum einen auf die bloße „Verausgabung menschlicher Arbeitskraft im physiologischen Sinn“, zum anderen auf die gesellschaftlich notwendige Arbeitszeit reduziert.

#### Wertformanalyse und Funktionen des Geldes
Mit der Wertformanalyse beansprucht Marx etwas zu leisten, das in der bürgerlichen Ökonomie keinerlei Entsprechung hat. Ihr Ziel besteht in der Lösung des „Geldrätsels“. Marx’ These ist, dass bereits das einfache Wertverhältnis zweier Waren die Struktur der Geldform enthält.
Die Wertformanalyse wird häufig so verstanden, als wolle Marx auf einem hohen Abstraktionsniveau die historische Entstehung des Geldes ausgehend vom einfachen Produktentausch nachzeichnen. Aus Sicht der „Neuen Marx-Lektüre“ jedoch bezieht sich die marxsche Analyse ausschließlich auf die Ware im Kapitalismus.
In der einfachen Wertform wird der Wert einer Ware in einer anderen Ware ausgedrückt (x Ware A = y Ware B). Letztere wird zum Wertausdruck von ersterer. Der Gebrauchswert der als Äquivalent dienenden Ware B drückt den Wert der Ware A aus. Durch das dialektische Vorantreiben der Widersprüche und Mängel der einzelnen Wertformen entwickelt Marx die jeweils folgende Wertform aus der vorangegangenen: „einfache Wertform“, „einzelne oder zufällige Wertform“, „totale und entfaltete Wertform“, „allgemeine Wertform“.
Beim Übergang von der „allgemeinen Wertform“ zur „Geldform“ kommt es allerdings zu einem „Bruch in der dialektischen Darstellung“. Die Geldform entsteht nicht aus den Mängeln der allgemeinen Wertform, sondern durch die „gesellschaftliche Tat“ der Warenbesitzer. Welche Ware historisch zu Geld wird, ist relativ zufällig. Sie muss lediglich bestimmte Eigenschaften erfüllen: Gleichförmigkeit, Dauerhaftigkeit und Teilbarkeit.
Marx unterscheidet drei grundlegende Geldfunktionen:
1. Als „allgemeines Maß der Werte“ quantifiziert es den Wert jeder Ware.
2. Als „Zirkulationsmittel“ vermittelt es den tatsächlichen Austausch der Waren. Im Austauschprozess will der Besitzer der Ware A, die für ihn kein Gebrauchswert ist, in eine andere Ware B (z. B. einen Stuhl) verwandeln, an deren Gebrauchswert er interessiert ist. Er verkauft die Ware A und kauft sich anschließend für das dafür erhaltene Geld die Ware B. Marx bezeichnet diesen Prozess als „Metamorphose der Ware“ (für den Besitzer der Ware A verwandelt sich diese in die Ware B). Der stoffliche Inhalt dieser Metamorphose ist die Ersetzung eines Gebrauchswertes durch einen anderen, Marx spricht hier auch vom „gesellschaftlichen Stoffwechsel“.[10] Im Unterschied zum einfachen Produktentausch (Ware A gegen Ware B) der Tausch durch Geld vermittelt; der Prozess hat die Form Ware – Geld – Ware (W–G–W).
3. Als „wirkliches Geld“ fungiert es als Schatz, Zahlungsmittel und Weltgeld. Als Schatz wird Geld der Zirkulation entzogen. Es soll nicht mehr länger die Warenzirkulation vermitteln, sondern als selbstständige Gestalt des Werts außerhalb der Zirkulation existieren. Als Zahlungsmittel schließt es einen Kauf ab, der bereits stattgefunden hat. Als Weltgeld fungiert das Geld schließlich auf dem Weltmarkt. Dort kann es wieder als Zirkulationsmittel verwendet werden, um einen Kauf zu vermitteln, als Zahlungsmittel, um ihn abzuschließen, oder als „absolut gesellschaftliche Materiatur des Reichtums“,[11] wenn es sich um die Übertragung des Reichtums aus einem Land in ein anderes handelt (z. B. nach einem Krieg).

#### Warenfetisch
Marx überträgt den aus dem religiösen Bereich stammenden Begriff „Fetisch“ auf die ökonomischen Dinge der bürgerlichen Welt. Der Warenfetisch ist für Marx zugleich ein objektives Phänomen gesellschaftlicher Praxis und ein subjektives Bewusstseinsphänomen.
Der Wert scheint den Dingen, sobald man sie als Waren betrachtet, von Natur aus zuzukommen. Ein Ding hat aber von sich aus keinen Wert und kann von Natur aus auch nicht den Wert eines andern Dinges ausdrücken. Dafür ist es notwendig, dass die Dinge zu Waren werden, und die Menschen den in der Warenform existierenden Dingen natürliche Eigenschaften zuschreiben, die ihnen tatsächlich nur aufgrund der sozialen Gegebenheiten anhaften. Der Wert gibt sich den „Schein des Ansichseins“ und beherrscht die Menschen, da sie ihn für naturgegeben halten. Er existiert zwar nur in den Vorstellungen der Menschen, gerade dadurch wird er aber real. Durch ihr Handeln als Waren tauschende Subjekte bestätigen die Menschen die Existenz des Werts täglich aufs Neue.

### Kapitaltheorie

#### Der Übergang vom Geld zum Kapital
Marx vertritt eine monetäre Kapitaltheorie. Das Geld ist als letztes Resultat der Warenzirkulation (W–G–W) zugleich die erste Erscheinungsform des Kapitals (G–W–G’), worin sich die auf den Tauschwert abzielende Warenproduktion verwirklicht. Erst in der Bewegung G–W–G' („allgemeine Formel des Kapitals“) behält der Wert seine selbstständige Gestalt, vermehrt sich und wird damit zum Zweck des ganzen Prozesses.

#### Das Kapital als das „automatische Subjekt“
Marx bezeichnet das Kapital als den sich selbst verwertenden Wert. Als solcher vollzieht es die Bewegung Geld – Ware – Geld (G–W–G’). Den bei der Kapitalbewegung erzielten Wertzuwachs, die Differenz zwischen G’ und G, bezeichnet Marx als „Mehrwert“ – ein Begriff, der sich weder in der klassischen politischen Ökonomie noch in der modernen Volkswirtschaftslehre findet.
Marx zufolge ist die kapitalistische Warenproduktion nicht auf Bedürfnisbefriedigung ausgerichtet, sondern auf die Verwertung des Werts. Bedürfnisbefriedigung erfolgt nur als Nebenprodukt, sofern sie sich mit der Kapitalverwertung deckt. Die Kapitalbewegung hat als einzigen Zweck die grenzenlose Vermehrung des vorgeschossenen Werts.
Kapitalist ist nicht bereits jemand, der über eine große Wertsumme verfügt, sondern nur der, der diese Wertsumme auch tatsächlich als Kapital verwendet, d. h. die selbstzweckhafte Bewegung des Kapitals zu seinem eigenen, subjektiven Zweck macht. Der Kapitalist folgt in seinem Handeln der Logik des Kapitals und wird zur „Personifikation einer ökonomischen Kategorie“ bzw. „ökonomische Charaktermaske“.
Wenn der Kapitalist nur die Logik des Kapitals ausführt, dann ist auch nicht er, sondern das Kapital, der sich verwertende Wert, „Subjekt“. Marx spricht in diesem Zusammenhang vom Kapital als „automatischem Subjekt“.

#### Das Klassenverhältnis als Bedingung des Mehrwerts
Da es sich beim Warentausch um einen „Äquivalententausch“ handelt, also nur Waren mit gleichem Wert getauscht werden, kann der Mehrwert nicht in der Zirkulation gebildet werden (G–W oder W–G’). Er wird vielmehr geschaffen durch eine Ware, deren Gebrauchswert die Eigenschaft besitzt, Quelle von Wert zu sein, so dass der Verbrauch dieser Ware Wert schafft, und zwar einen höheren Wert, als sie zu ihrer Wiederherstellung benötigt. Diese besondere Ware ist die menschliche Arbeitskraft.
Damit der Geldbesitzer die Arbeitskraft als eine Ware auf dem Markt vorfindet, muss es Menschen geben, die zum einen rechtlich freie Personen und Eigentümer ihrer Arbeitskraft sind, zum anderen keine Produktionsmittel oder anderweitigen Subsistenzmittel besitzen, weshalb sie gezwungen sind – durch den „stummen Zwang der ökonomischen Verhältnisse“ – ihre Arbeitskraft zu verkaufen. Marx spricht vom freien Lohnarbeiter „in dem Doppelsinn, daß er als freie Person über seine Arbeitskraft als seine Ware verfugt, daß er andrerseits andre Waren nicht zu verkaufen hat, los und ledig, frei ist von allen zur Verwirklichung seiner Arbeitskraft nötigen Sachen“. Der kapitalistischen Produktionsweise liegt somit ein Klassenverhältnis von Eigentümern (Geld- und Produktionsmittelbesitzern) und eigentumslosen, aber rechtlich freien Arbeitern zugrunde.

#### Der Wert der Ware Arbeitskraft
Wie jede Ware hat die Arbeitskraft Gebrauchswert und (Tausch-)Wert. Der Gebrauchswert der Arbeitskraft besteht in ihrer Verausgabung, also der Arbeit selbst. Den Wert der Arbeitskraft sieht Marx analog zum Wert jeder anderen Ware „bestimmt durch die zur Produktion, also auch Reproduktion, dieses spezifischen Artikels notwendige Arbeitszeit“. Zur Erhaltung bedarf jedes Individuum einer Reihe von Lebensmitteln, im weitesten Sinne, also nicht nur Nahrung, sondern z. B. auch Kleidung, Unterkunft und die Kosten für die nachwachsende Generation.
Wertveränderungen der Arbeitskraft können aus zwei Quellen resultieren: aus einer Veränderung des Werts der zur Reproduktion „notwendigen Lebensmittel“ oder aus einer Veränderung des Umfangs der Menge an Lebensmitteln, die für die Reproduktion als notwendig gelten. Dieser Umfang der notwendigen Lebensmittel ist in den einzelnen Ländern und Epochen unterschiedlich; er hängt von dem ab, was in einem Land zu den normalen Lebensbedingungen gerechnet wird und von den Arbeitern in den Klassenkämpfen als Ansprüche geltend gemacht wird. In diesem Zusammenhang spricht Marx von einem „historischen und moralischem Element“, das anders als bei allen anderen Waren, in die Wertbestimmung der Ware Arbeitskraft eingeht.
Die Differenz zwischen dem Wert der Arbeitskraft – also der Wertsumme, welche die Arbeitskraft durchschnittlich zur täglichen Reproduktion benötigt – und dem Wert den der einzelne Arbeiter an einem Tag unter normalen Umständen neu produzieren kann, macht genau den Mehrwert aus. Dass der einzelne Arbeiter für seine Arbeitskraft vom Kapitalisten weniger an Wert erhält als er durch seine Arbeit produziert, bezeichnet Marx als „Ausbeutung“.

### Der kapitalistische Produktionsprozess

#### Der Doppelcharakter des Produktionsprozesses und der Kapitalzusammensetzung
Ähnlich wie die Ware besitzt auch der kapitalistische Produktionsprozess einen Doppelcharakter. Er ist eine Einheit aus Arbeitsprozess, der einen bestimmten Gebrauchswert hervorbringt, und Verwertungsprozess, in dem der Mehrwert produziert wird.
Im Arbeitsprozess wirkt der Mensch einerseits auf die Natur ein und verändert zugleich sich selbst, indem er seine eigenen Fähigkeiten entwickelt. Den Arbeitsprozess findet allerdings immer in einer bestimmten gesellschaftlich Form statt: als Sklave, leibeigener Bauer, selbstständiger Handwerker oder kapitalistischer Lohnarbeiter.
Innerhalb des kapitalistischen Produktionsprozesses zeigt der Arbeitsprozess zwei Besonderheiten: Er verläuft unter der Kontrolle des Kapitalisten und sein Produkt ist Eigentum des Kapitalisten und nicht des unmittelbaren Produzenten.
Voraussetzung des Verwertungsprozesses ist der Kauf und Gebrauch der Ware Arbeitskraft und die Anwendung von Produktionsmitteln (Rohstoffe, Maschinen etc.).
Während der Wert der bei der Produktion einer Ware verbrauchten Produktionsmittel in den Wert der neu produzierten Waren eingeht, ist dies beim Wert der Arbeitskraft nicht der Fall.
Die Differenz zwischen dem neu zugesetzten Wert und dem Wert, der zur Reproduktion der Arbeitskraft (in Form des Lohns) erforderlich ist, stellt den Mehrwert dar. Mit anderen Worten: Die Arbeitskraft ist die einzige Ware, die einen größeren Wert erzeugt, als zu ihrer Reproduktion benötigt wird.
Der Wert der in einer bestimmten Periode produzierten Warenmenge lässt sich in folgender Formel beschreiben:
{\displaystyle W=c+v+m}.
Darin sind:

{\displaystyle W}: Wert der produzierten Waren

{\displaystyle c}: konstantes Kapital

{\displaystyle v}: variables Kapital

{\displaystyle m}: Mehrwert.
Das konstante Kapital c bezeichnet den Wert der verbrauchten Rohstoffe und den anteiligen Wert der verbrauchten Werkzeuge und Maschinen. Denjenigen Bestandteil des Kapitals, der zur Bezahlung der Löhne verwendet wird, nennt Marx variables Kapital v.
Die Verwertung des Kapitals resultiert nur aus seinem variablen Bestandteil. Der Grad der Verwertung lässt sich messen, indem man den Mehrwert auf das variable Kapital bezieht: die Größe „m/v“ bezeichnet Marx als Mehrwertrate. Sie ist zugleich ein Maß für die Ausbeutung der Arbeitskraft.
Wie die Arbeit und der Produktionsprozess weist auch die Kapitalzusammensetzung einen Doppelcharakter auf. Marx unterscheidet eine stoffliche Seite – die „technische Zusammensetzung des Kapitals“ – von einer wertmäßigen Seite – die „Wertzusammensetzung des Kapitals“. Die „technische Zusammensetzung des Kapitals“ ist das Verhältnis der Masse der angewandten Produktionsmittel und der zu ihrer Anwendung erforderlichen Arbeitsmenge. Die „Wertzusammensetzung des Kapitals“ dagegen bezeichnet das Verhältnis von konstantem zu variablem Kapital (c/v). Marx nennt die Wertzusammensetzung, soweit sie durch die technische Zusammensetzung bestimmt ist, auch „organische Zusammensetzung des Kapitals“. Sie spiegelt die Entwicklung der Produktivkräfte im Kapitalismus wider.

#### Mehrwert und Kapitalakkumulation
Grundsätzlich ergeben sich zwei Möglichkeiten, die Mehrwertrate (m' = m/v) zu steigern: Steigerung der Mehrwertmasse (Produktion des absoluten Mehrwerts) und Senkung des benötigten variablen Kapitals (Produktion des relativen Mehrwerts).
Die von einer einzelnen Arbeitskraft produzierte Mehrwertmasse kann durch Verlängerung der Mehrarbeitszeit (Verlängerung des Arbeitstags, Erhöhung der Arbeits-Intensität) gesteigert werden, was Marx als Produktion des absoluten Mehrwerts bezeichnet.
Die Senkung des variablen Kapitals lässt sich durch Steigerung der Produktivkraft der Arbeit erreichen, womit die zur Erstellung eines Produkts notwendige Arbeitszeit verkürzt wird. Marx bezeichnet dies als Produktion des relativen Mehrwerts. Die Steigerung der Produktivkraft erfolgt mit den Mitteln der Kooperation, der Arbeitsteilung und den Einsatz von Maschinen, womit mit demselben Arbeitsaufwand eine größere Zahl von Produkten hergestellt werden kann und der Wert des einzelnen Produktes sinkt.
Das entscheidende Motiv für die Steigerung der Produktivkraft ist allerdings nicht die Erhöhung der Mehrwertrate, sondern die „Zwangsgesetze der Konkurrenz“. Diese zwingen die Kapitalisten dazu, die Produktivkraftsteigerung ihrer Konkurrenten mitzumachen, selbst wenn sie individuell gar nicht an einer immer höheren Kapitalverwertung interessiert sein sollten.
Aufgrund der Konkurrenz ist der einzelne Kapitalist gezwungen, einen Großteil des erzielten Mehrwerts nicht zu konsumieren, sondern als Kapital weiter zu verwerten. Am Ende des Verwertungsprozesses G–W–G’ wird erneut Geld als Kapital vorgeschossen, und zwar nicht nur die ursprüngliche Wertsumme G, sondern eine um den Mehrwert – abzüglich der Konsumausgaben des Kapitalisten – vergrößerte Wertsumme. Die Verwandlung des Mehrwerts in Kapital heißt Akkumulation.
Bei großen Investitionen kann zur Akkumulation ein Kredit notwendig sein. Andererseits kann es Fälle geben, in denen nicht der ganze Mehrwert zur Akkumulation benötigt wird und ein Teil als Zins tragendes Kapital bei Banken oder auf dem Finanzmarkt angelegt werden kann.
Der typische Akkumulationsprozess erfolgt unter ständiger Erhöhung des Anteils des konstanten Kapitals gegenüber dem variablen Kapital. Marx geht davon aus, dass der „Freisetzungseffekt“ der Produktivkraftsteigerung langfristig den „Beschäftigungseffekt“ der Akkumulation überwiegt. Der kapitalistische Produktionsprozess hat die Tendenz, eine immer größer werdende „industrielle Reservearmee“ hervorzubringen – Arbeiter, die gezwungen sind, ihre Arbeitskraft zu verkaufen, aber keinen Käufer finden.

### Die Zirkulation des Kapitals

#### Die drei Bewegungsstadien des Kapitals
Das Kapital als der „sich verwertende Wert“ kann nach Marx „nur als Bewegung und nicht als ruhendes Ding begriffen werden“. Sein in der „allgemeinen Formel des Kapitals“ G-W-G’ beschriebener Kreislauf vollzieht sich in drei Stadien.
| Pm                          |   |   |   |       |
| {\displaystyle \uparrow }   |   |   |   |       |
| G–W                         | … | P | … | W’–G’ |
| {\displaystyle \downarrow } |   |   |   |       |
| A                           |   |   |   |       |

Pm: Produktionsmittel – A: Arbeitskraft – P: Produktion
 G: ursprüngliches Geldkapital – G': neues Geldkapital – W: ursprüngliche Ware – W': neue Ware
1. Zunächst tritt der Kapitalist als Käufer der Produktionsmittel (Pm) und der Arbeitskraft (A) auf. Die Bewegung des Kapitals besteht hier in der Verwandlung von Geldkapital (G) in produktives Kapital – die Ware Arbeitskraft (A) und die Ware Produktionsmittel (Pm).
2. Danach gestattet das produktive Kapital der angewandten Arbeitskraft, den Wert der Produktionsmittel auf den herzustellenden Gegenstand zu übertragen und den Neuwert zu schaffen. Es erfolgt eine Verwandlung des produktiven Kapitals in Warenkapital (W’).
3. Zuletzt werden die Waren auf dem Markt verkauft und der Kapitalist erhält sein ursprünglich vorgeschossenes Kapital vergrößert wieder zurück. Es erfolgt eine Verwandlung des Warenkapitals (W’) in Geldkapital (G’).

Die drei Bewegungsstadien des Kapitals bilden eine untrennbare Einheit. Jedes Stadium hat seine Voraussetzung im vorangegangenen und ist selbst Voraussetzung des folgenden. Die Zirkulation des Kapitals kann in allen drei Stadien unterbrochen werden. Stockt das Kapital in der ersten Phase, verwandelt sich das Geldkapital in „Schatz“. Das Geld wird der Zirkulation entzogen und zu einem nutzlosen Gegenstand. Kommt es zu einer Unterbrechung in der zweiten Phase, liegen die Produktionsmittel brach und es entsteht Arbeitslosigkeit. Wird die Kapitalbewegung in der dritten Phase unterbrochen, können die Waren nicht verkauft und der Kapitalkreislauf kann nicht erneuert werden.

#### Der Umschlag des Kapitals
Von großer Bedeutung für den kapitalistischen Produktionsprozess ist die Umschlagszeit des Kapitals. Darunter wird die Zeitspanne verstanden, in der sich dieses – in seinen drei Phasen – erneuert. Den verschiedenen Umschlagszeiten des Kapitals entspricht die Unterscheidung zwischen fixem Kapital und zirkulierendem Kapital.
Unter „fixem Kapital“ wird der Teil des konstanten Kapitals verstanden, der als Gebrauchswert bis zu seinem Verschleiß im Produktionsprozess fixiert bleibt, während er sich als Wert ständig in deren Waren vergegenständlicht. Er überträgt seinen Wert proportional zur Nutzungszeit auf das Produkt (z. B. überträgt eine Maschine mit 10-jähriger Lebensdauer jedes Jahr ein Zehntel ihres Werts auf die Waren). Das zirkulierende Kapital hingegen geht innerhalb einer einzigen Produktionsperiode vollständig in das Produkt ein. Es setzt sich aus zwei unterschiedlichen Teilen zusammen, den Rohstoffen und der Arbeitskraft.
Der Kapitalist hat das Interesse, die Umschlagsgeschwindigkeit des Kapitals zu erhöhen, da dies die Produktion eines größeren Mehrwerts bei gleichem Kapitaleinsatz beziehungsweise des gleichen Mehrwerts bei geringerem Kapitaleinsatz bewirkt. Diesem Interesse wirken jedoch objektive Tendenzen entgegen wie der sich aufgrund der zunehmenden Konkurrenz erhöhende Anteil an fixem Kapital (Maschinen).

### Der Profit

#### Mehrwert und Profit
Der „Profit“ gehört zu den Begriffen, welche nicht mehr das „Wesen“, sondern die „Empirie“ kapitalistischer Verhältnisse ausdrücken.
Während die zurückliegenden Untersuchungen ergeben hatten, dass der Wert einer kapitalistisch produzierten Ware sich als Summe von konstantem, variablen Kapital und Mehrwert darstellen lässt (W = c + v + m), stellt sich dies auf der empirischen Ebene der kapitalistischen Gesellschaft anders dar. Dort spielt nur der Kostpreis einer Ware eine Rolle; dieser ist identisch mit der Summe aus konstantem und variablem Kapital (k = c + v).
Statt des Mehrwerts spielt in der Erscheinungswelt des Kapitalismus der Profit die maßgebliche Rolle. Er weist zwar dieselbe Größe wie jener auf, wird aber nicht auf den Wert der Arbeitskraft, sondern auf den Kostpreis bezogen (p = W - k). Im Profit ist der Unterschied zwischen konstantem und variablem Kapital und deren unterschiedliche Rolle im Verwertungsprozess ausgelöscht und die Ausbeutung verschleiert. Jeder Überschuss über den Kostpreis scheint aus beiden Kapitalarten gleichermaßen zu entspringen. Der Profit tritt nicht als Ergebnis der Mehrarbeit der Arbeiter auf, sondern als Resultat der Funktion des gesamten vorgeschossenen Kapitals.

#### Die Profitrate
Wichtiger noch als der Profit ist für den Kapitalisten der Aufwand, mit dem dieser erzielt wird. Das Maß dafür stellt die Profitrate dar – als das prozentuale Verhältnis des Profits zum angewandten Gesamtkapital: p’ = m / (c + v).
Die Höhe der Profitrate ist grundsätzlich von vier Faktoren abhängig:

1. Größe der Mehrwertrate (m’ = m/v). Sie verhält sich direkt proportional zur Profitrate. Alle Methoden zur Erhöhung der Ausbeutung der Arbeiter dienen zugleich der Erhöhung der Profitrate.
2. Organische Zusammensetzung des Kapitals. Sie verhält sich bei gegebener Mehrwertrate umgekehrt proportional zur Profitrate. Da jedoch die Erhöhung der organischen Zusammensetzung des Kapitals zugleich Ausdruck steigender Arbeitsproduktivität ist, ist sie meist mit einer steigenden Mehrwertrate und infolgedessen einer steigenden Profitrate verbunden.
3. Umschlagsgeschwindigkeit des Kapitals. Sie verhält sich umgekehrt proportional zur Profitrate. Je länger die Umschlagszeit, desto niedriger die Profitrate.
4. Ökonomie in der Anwendung des konstanten Kapitals. Marx versteht darunter die bessere Ausnutzung von Produktionsmitteln. Sie verhält sich direkt proportional zur Höhe der Profitrate.

Die Profitrate unterliegt zwei Grundgesetzen: einem räumlichen – dem Ausgleich der Profitraten zwischen den verschiedenen Branchen – und einem zeitlichen – ihrem tendenziellen Fall.
Der Ausgleich der Profitraten ergibt sich unmittelbar aus den Gesetzen der Konkurrenz. Die Konkurrenz macht sich sowohl innerhalb ein und desselben Zweiges als auch zwischen den verschiedenen Industriezweigen geltend. Sie bewirkt zunächst innerhalb eines Zweiges die „Herstellung eines gleichen Marktwerts und Marktpreises“.
Durch ständige Umverteilung des Mehrwerts unter den Kapitalisten verschiedener Zweige zugunsten der Zweige mit einer höheren organischen Zusammensetzung des Kapitals bildet sich schließlich der Durchschnittsprofit heraus.
Der tendenzielle Fall der Profitrate (p’ = m / (c+v)) ergibt sich nach Marx aus der wachsenden organischen Zusammensetzung des Kapitals (c/v). Die beiden Größen stehen in folgendem Zusammenhang:
{\displaystyle p'={\tfrac {m}{c+v}}={\tfrac {m/v}{c/v+v/v}}={\tfrac {m/v}{c/v+1}}}
Die Profitrate fällt allerdings nicht in dem Maße wie sich die organische Zusammensetzung des Kapitals erhöht. Ihrem Fall wirken u. a. die Erhöhung der Mehrwertrate und die „relative Überbevölkerung“ entgegen, die zu einer Verbilligung der Ware Arbeitskraft und zur Verhinderung der Einführung moderner Technik führt.
Der tendenzielle Fall der Profitrate befördert die „Konzentration“ und „Zentralisation“ des Kapitals und die Zunahme der „industriellen Reservearmee“. Er bringt letztlich die grundsätzliche „Schranke“ und „den nur historischen, vorübergehenden Charakter der kapitalistischen Produktionsweise“ zum Ausdruck.

### Das Leihkapital

#### Zins und Kredit
Im Kapitalismus kommt es zu einer vorübergehenden Freisetzung von Geldkapital.
Eine Möglichkeit, dieses zu verwerten, besteht darin, es in „Leihkapital“ zu verwandeln. In diesem Prozess wird das Geld selbst zu einer Ware. Es wird geliehen, um es zu Kapital zu verwandeln, d. h. in einem bestimmten Zeitraum einen Profit zu erzielen. Der „Preis“, der für diese besondere Ware zu zahlen ist, ist der Zins. Gezahlt wird der Zins aus dem Profit, der mit Hilfe des Geldes erzielt wurde. Dieser Prozess lässt sich darstellen in der Formel:
| G - G - W - G' - G". |

- G = (Kredit-)Geld
- W = Ware
- G' = um den Profit vermehrtes Geld
- G" = um den Zins vermehrtes Geld[31]

Das Zins tragende Kapital wird doppelt vorgeschossen: zunächst von seinem Besitzer („Geldkapitalist“) an den industriellen Kapitalisten („fungierender Kapitalist“), von diesem dann zur Finanzierung eines Profit bringenden Produktionsprozesses. Anschließend erfolgt auch ein doppelter Rückfluss: zunächst an den industriellen Kapitalisten und von diesem wieder zurück an den Geldbesitzer. Im Normalfall beinhaltet der Rückfluss an den industriellen Kapitalisten dann den Profit, der Rückfluss an den Geldbesitzer den Zins, der aus diesem Profit gezahlt wird.
Durch die Spaltung des Profits in Zins und Unternehmergewinn wird die gemeinsame Quelle beider – die unbezahlte Mehrarbeit der Lohnarbeiter – verschleiert. Es hat den Anschein, als ob Zins und Unternehmergewinn zwei verschiedenen Quellen entstammten. Der Zins erscheint als „Frucht des Kapitals“, die jedem Kapitaleigentümer zukommt. Das Geld scheint sich durch den Zins von ganz alleine zu vermehren, weswegen Marx das Zins tragende Kapital als die „fetischartigste Form“ des Kapitals bezeichnet.
Der Unternehmergewinn hingegen scheint der Arbeit des fungierenden Kapitalisten zu entspringen und dessen Arbeitslohn zu sein. Der Unterschied zwischen Profit und Arbeitslohn scheint damit aufgehoben und der Unternehmer sich vom Arbeiter nur noch hinsichtlich seiner Unabhängigkeit zu unterscheiden.
Zins tragendes Kapital wird in der Form des Kredits vermittelt. Eine wichtige Form ist der Bankkredit, der ein Zahlungsversprechen darstellt, das selbst Geldfunktionen verrichtet.
Dieses „Kreditgeld“ entsteht mit der Kreditvergabe quasi „aus dem Nichts“ und es kommt so zu einer „Verdoppelung“ des Geldes. Es verschwindet wieder mit der Einlösung des Zahlungsversprechens, wenn der versprochene Betrag in der Form von Bargeld ausgezahlt werden muss.
Das Hauptmotiv zur Aufnahme von Krediten ist die Steigerung der Profitrate. Ein entwickeltes Kreditsystem ermöglicht dem Kapitalisten, einerseits auf die Bildung von Schätzen zu verzichten und brachliegendes Kapital auszuleihen, andererseits weit mehr zu akkumulieren als nur die Profite der Vorperiode.

#### Wertpapiere
Mit der Entwicklung der Produktivkräfte wächst der Kapitalbedarf, der die Möglichkeiten eines individuellen Kapitalisten und auch von Banken immer häufiger übersteigt.
Deshalb bilden sich neue Formen des Leihkapitals, die Wertpapiere (Anleihen und Aktien) heraus.
Wertpapiere haben einen Preis, ihren jeweiligen Börsenkurs, aber keinen Wert. Sie stellen lediglich Ansprüche auf Werte dar: bei der Anleihe auf Zins und Rückzahlung des ursprünglichen Betrages, bei der Aktie auf einen Teil des ausgeschütteten Gewinns (Dividende) und das Stimmrecht bei der Aktionärsversammlung.
Die Zirkulation von Wertpapieren stellt eine ähnliche Verdopplung wie das Kreditgeld dar: neben dem wirklichen Kapital, das vom Geldbesitzer an ein Unternehmen geflossen ist und von diesem verwendet wird, tritt der Anspruch auf Zins- bzw. Dividendenzahlung, der mit wechselnden Kurswerten gehandelt wird. Diese zirkulierenden Ansprüche, Wertpapiere und Aktien, bezeichnet Marx als „fiktives Kapital“. Der fiktive Charakter der Wertpapiere kommt u. a. darin zum Ausdruck, dass ihr Preis (der Börsenkurs) nichts mit dem Wert zu tun hat, den sie repräsentieren (der Nennwert).

### Der Fetischismus der bürgerlichen Verhältnisse
In der bürgerlichen Gesellschaft erscheinen Kapital, Grundeigentum (Boden) und Arbeit als drei verschiedene und voneinander unabhängige Quellen des jährlich produzierten Werts. Es sieht so aus, als erhielten die Besitzer von Kapital, Grundeigentum und Arbeit im Normalfall als Einkommen genau den Wertteil, den ihr „Produktionsfaktor“ dem Produkt an Wert zufügt. Marx bezeichnet dies als „trinitarische Formel“: „Kapital“ und „Boden“ werden in der kapitalistischen Gesellschaft quasi magische Fähigkeiten zugesprochen und zu Subjekten des gesellschaftlichen Prozesses.
Es kommt zu dieser Fetischisierung dadurch, dass der Wertcharakter der Waren als eine gesellschaftliche Naturtatsache erscheint. Analog zum Produktionsprozess, bei dem Arbeit verausgabt wird, Produktionsmittel angewandt werden und Boden genutzt wird, wird auch der Wertbildungsprozess aufgefasst als Addition von Wertbeiträgen der Produktionsfaktoren.
Die Grundlage dieser Verkehrung besteht darin, dass zwischen Arbeit und Lohnarbeit kein wesentlicher Unterschied zu bestehen scheint. Gibt es aber keinen wesentlichen Unterschied zwischen Arbeit und Lohnarbeit, dann gibt es auch keinen solchen Unterschied zwischen den der Arbeit gegenüberstehenden Produktionsmitteln und Kapital sowie zwischen Erde und Grundeigentum.

## Offene Fragen
Einen der Hauptkritikpunkte der modernen Nationalökonomie stellt die so genannte „objektive Wertlehre“ dar, die Marx von der klassischen Nationalökonomie übernahm. Laut den Kritikern können Wert und Preis von Waren nicht auf die zu ihrer Herstellung verwandten Arbeit zurückgeführt werden. Die Neoklassik vertritt dagegen eine „subjektive Wertlehre“, die, ausgehend vom individuellen Nutzen der Wirtschaftssubjekte, mit Hilfe von Grenznutzenberechnungen den Wert eines Gutes bestimmen will.
Auch innermarxistisch umstritten ist die Gültigkeit des von Marx postulierten Gesetzes des tendenziellen Falls der Profitrate, ferner der Stellenwert dieses Gesetzes für den Marxismus.
Auch die marxsche Konzeption des Geldes als Ware erscheint heute vielen Interpreten als überholt – vor allem angesichts des modernen Notenbank-Charakters des Geldes und des Endes stabiler Wechselkurse durch Golddeckung nach der Aufgabe des Systems von Bretton Woods.

### Texte von Karl Marx
- Zur Kritik der politischen Ökonomie (18591)
- Grundrisse der Kritik der politischen Ökonomie (1858–1861)
- Lohn, Preis, Profit (18631)
- Karl Marx: Das Kapital, 1. Band:
  - 1. Ausgabe Hamburg 1867
  - 2. überarbeitete Ausgabe Hamburg 1873, MEW Bd. 23
  - frz., von Marx überarbeitete Ausgabe Paris 1875,
  - engl., von Engels durchgesehene Ausgabe London 1887

### Sekundärliteratur
- Robert Kurz: Geld ohne Wert: Grundrisse zu einer Transformation der Kritik der politischen Ökonomie. ISBN 978-3-89502-343-9.
- Robert Kurz: Marx lesen! Die wichtigsten Texte von Karl Marx für das 21. Jahrhundert. ISBN 3-8218-5646-7.
- Louis Althusser, Étienne Balibar: Das Kapital lesen (Lire le capital. 1969), Reinbek 1972.
- Elmar Altvater: Marx neu entdecken. Das hellblaue Bändchen zur Einführung in die Kritik der Politischen Ökonomie. VSA Verlag, Hamburg 2012, ISBN 978-3-89965-499-8.
- Helmut Brentel: Soziale Form und ökonomisches Objekt. Studien zum Gegenstands- und Methodenverständnis der Kritik der politischen Ökonomie. Opladen 1989.
- Moishe Postone: Time, labor, and social domination: a reinterpretation of Marx's critical theory. ISBN 0-521-39157-1.
- Michael Heinrich: Die Wissenschaft vom Wert. Die Marxsche Kritik der politischen Ökonomie zwischen wissenschaftlicher Revolution und klassischer Tradition. 7., erweiterte Auflage. Münster 2017, ISBN 978-3-89691-454-5 (zuerst: 1991).
- Jean Hyppolite: On the Structure and Philosophical Presuppositions of Marx’s Capital. In: derselbe: Studies on Marx and Hegel. 1969.
- Christian Iber: Grundzüge der Marx’schen Kapitalismustheorie. Parerga Verlag, Berlin 2005, ISBN 3-937262-30-X.
- Michael R. Krätke: Kritik der politischen Ökonomie heute. Zeitgenosse Marx, Hamburg 2017, ISBN 978-3-89965-732-6.
- Jacques Rancière: Der Begriff der Kritik und die Kritik der politischen Ökonomie von den „Pariser Manuskripten“ zum „Kapital“, Berlin 1972 (sowie in Louis Althusser u. a.: Das Kapital lesen. Westfälisches Dampfboot, Münster 2015, ISBN 978-3-89691-952-6)
- Helmut Reichelt: Zur logischen Struktur des Kapitalbegriffs bei Karl Marx. (19701), Neuauflage mit einem Nachwort, ça ira-Verlag, Freiburg 2001.
- Horst Richter u.a (Hrsg.): Politische Ökonomie des Kapitalismus und des Sozialismus. Lehrbuch für das marxistisch-leninistische Grundlagenstudium. 4. Auflage. Dietz Verlag, Berlin 1977.
- Paul M. Sweezy: Theorie der kapitalistischen Entwicklung. Suhrkamp, Frankfurt am Main 1988, ISBN 3-518-10433-0.
- Claudia von Werlhof: Frauenarbeit: der blinde Fleck in der Kritik der politischen Ökonomie. In: Beiträge zur feministischen Theorie und Praxis. Heft 1, 1978.

## Abkürzungen
| A  | Arbeitskraft                |
| c  | konstantes Kapital          |
| G  | Geldkapital                 |
| k  | Kostpreis                   |
| m  | Mehrwert                    |
| m’ | Mehrwertrate                |
| P  | Produktion                  |
| p  | Profit                      |
| p’ | Profitrate                  |
| Pm | Produktionsmittel           |
| v  | variables Kapital           |
| W  | Wert der produzierten Waren |